# Sylka Sánchez
Sylka Estefanía Sánchez Campos (Guayaquil, 19 de julio de 1970) es una abogada y política ecuatoriana, que se ha desempeñado como diputada por el Partido Renovador Institucional Acción Nacional y empresaria en el sector privado. En 2017 fue candidata a la Asamblea Nacional por el partido político Partido Adelante Ecuatoriano Adelante de Álvaro Noboa.

## Biografía
Nació el 19 de julio de 1970 en Guayaquil, provincia de Guayas, en el hogar de Wilson Sánchez Castello y María Campos. Realizó sus estudios secundarios en el Urdesa School y los superiores en la Universidad Laica Vicente Rocafuerte, donde obtuvo el título de abogada. Posteriormente obtuvo el título de Licenciada en Ciencias Políticas y Sociales y Doctora en Jurisprudencia y Ciencias Sociales en la misma universidad. Además, tiene un título como tecnóloga en Hotelería y Turismo.
En 1990 la eligieron Reina de la Fundación de Guayaquil.

### Carrera profesional
En 1994 ingresó a trabajar como asistente del departamento legal del Banco del Litoral, propiedad de Álvaro Noboa. Al año siguiente pasó a la Corporación Noboa a ocupar el mismo cargo, para posteriormente llegar a ser procuradora judicial. En 1997, llegó a ser directora de la compañía Multinacional Fruit Shippers. En 1998, se convirtió en vicepresidenta del Grupo Noboa y posteriormente, pasó a ser directora legal mundial de las 115 empresas del conglomerado.
Desde 1999 hasta 2002, Sánchez manejaba los negocios de café, harina, banano y naviera. Durante los períodos de 2003, 2005, 2007 y 2009 ostentó el cargo de presidenta del Comité de Damas del Colegio de Abogados del Guayas.
Actualmente es la asesora y directora jurídica del Grupo Noboa.

### Carrera política
Ingresó a la política en las elecciones legislativas de 2002, siendo elegida diputada nacional en representación de la provincia de Guayas por el Partido Renovador Institucional Acción Nacional (PRIAN), asumiendo el cargo el 5 de mayo de 2003. Durante el periodo se desempeñó como jefa de bloque de su partido, convirtiéndose así en la primera mujer en desempeñar el cargo de jefa de un bloque político en el Congreso Nacional. En el 2003 obtuvo el cargo de Directora Provincial del partido al que representaba. En ese mismo año fue elegida vocal de la Comisión de Fiscalización del Congreso y Vicepresidenta del Comité de Excusas y Calificaciones. En las elecciones de 2006 fue reelegida como diputada por el mismo partido, asumiendo su cargo el 5 de enero de 2007.
En marzo de 2007 fue destituida de su cargo por el Tribunal Supremo Electoral durante la crisis legislativa causada por el pedido de aprobación de consulta popular del presidente Rafael Correa para la instauración de la Asamblea Constituyente de 2007.
Para las elecciones legislativas de 2013 intentó ser elegida asambleísta nacional por el PRIAN.
Dentro del PRIAN, dirigía la parte política en elección de candidaturas a alcaldes y prefectos, así también como a los aspirantes al congreso.
Tras la renovación del partido PRIAN en el actual Adelante Ecuatoriano Adelante, se postuló como candidata principal a la Asamblea Nacional de Ecuador encabezando la lista de asambleístas nacionales.